# Die Sammlung

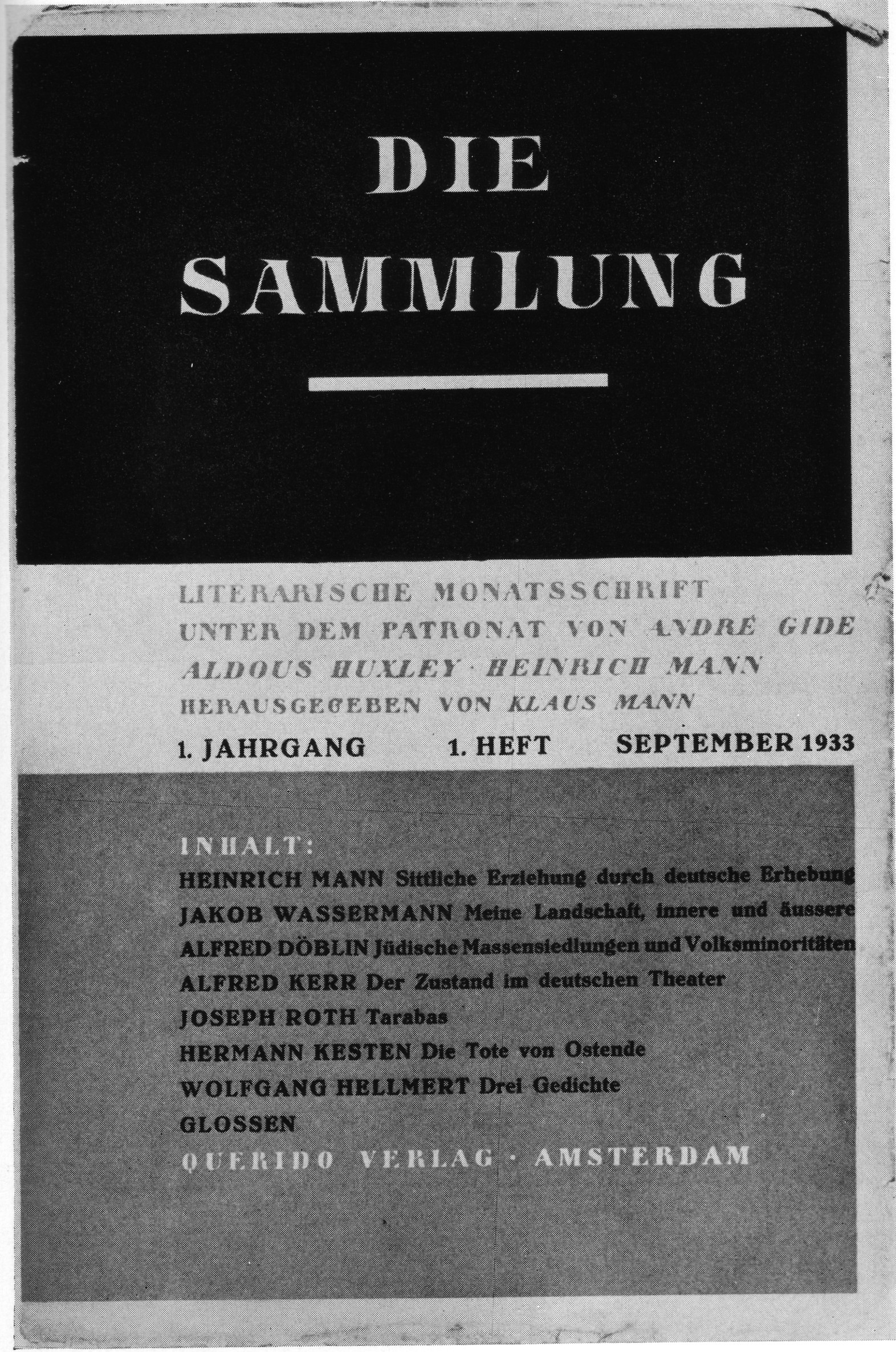
Eerste nummer van Die Sammlung. September 1933

Die Sammlung (volledige titel: Die Sammlung,  Literarische Monatschrift unter dem Patronat von André Gide, Aldous Huxley, Heinrich Mann, herausgegeben von Klaus Mann) was een literair maandblad, waaraan uit Duitsland uitgeweken auteurs en andere ballingen hun bijdragen leverden. Het werd door Klaus Mann gepubliceerd in Nederland bij Querido Verlag, de Duitstalige afdeling van Em. Querido's Uitgeverij in Amsterdam, die werd geleid door Fritz Helmut Landshoff. Er verschenen in totaal 24 nummers van september 1933 tot augustus 1935. 

## Geschiedenis
Het eerste initiatief voor de oprichting van een blad voor emigrantenliteratuur kwam van de jonge schrijfster Annemarie Schwarzenbach (1908-1942), die bevriend was met Erika Mann en haar broer Klaus. Zij was fel antifascistisch, maar kwam uit een van de rijkste families van Zwitserland. Door haar politieke opvattingen en haar levenswijze leefde zij in conflict met haar ouders, die zeer pro-Hitler waren. Zij leverde zelf nauwelijks bijdragen aan Die Sammlung, maar betaalde het honorarium van de auteurs uit eigen middelen.
In het eerste nummer van Die Sammlung werden de co-auteurs bekendgemaakt: Alfred Döblin, René Schickele, Stefan Zweig en vooral Klaus Manns vader Thomas Mann en oom Heinrich Mann. Hoewel het een forum was voor cultuurkritiek (met een hard oordeel over het fascisme), bevatte het eerste nummer bijdragen in politieke oriëntatie. 
De nazi-autoriteiten in Duitsland oefenden druk uit op bovenstaande auteurs en hun uitgevers. Sommigen reageerden op deze druk en namen daarna afstand van het blad. Stefan Zweig bijvoorbeeld uitte er zijn verbazing over dat het bij Die Sammlung "niet om een zuiver literair, maar om een grotendeels politiek blad" ging. Een dergelijke houding nam later ook Thomas Mann aan, maar die had toch nauwelijks aan het blad bijgedragen, in tegenstelling tot zijn broer Heinrich en zijn zoons Klaus en Golo Mann. 
Klaus Mann werkte maandenlang pro Deo en het blad dreef voornamelijk op het kapitaal van Annemarie Schwarzenbach. Vanwege de teruglopende aantallen abonnees (van het eerste nummer met 2000 daalde het aantal tot 400) moest Die Sammlung in augustus 1935 worden opgeheven. 
Antiquarische exemplaren van Die Sammlung zijn tegenwoordig nagenoeg niet meer te traceren. Wel is in Duitsland in 1986 bij Rogner & Bernhard in München een herdruk in twee banden van de twee jaargangen gepubliceerd.
In 1937-1940 gaf Thomas Mann het Exiltijdschrift Maß und Wert uit, waarvan Golo Mann een der redacteuren was. In 1940 richtte Klaus Mann in New York opnieuw een Exiltijdschrift op, het Engelstalige Decision, dat slechts een jaar bestaan heeft. Tot de sponsors behoorde opnieuw Annemarie Schwarzenbach.

## Medewerkers aan Die Sammlung
- Johannes R. Becher
- Félix Bertaux
- Ernst Bloch
- Bertolt Brecht
- Max Brod
- Jean Cocteau
- Alfred Döblin
- Ilja Ehrenburg
- Albert Einstein
- Norbert Elias
- Lion Feuchtwanger
- Bruno Frank
- A.M. Frey
- André Gide
- Oskar Maria Graf
- Thomas Theodor Heine
- Ernest Hemingway
- Stefan Heym
- Aldous Huxley

- Heinrich Eduard Jacob
- Franz Kafka
- Alfred Kantorowicz
- Alfred Kerr
- Hermann Kesten
- Else Lasker-Schüler
- Golo Mann
- Heinrich Mann
- André Maurois
- Walter Mehring
- Gustav Regler
- Walther Rode
- Joseph Roth
- Ernst Toller
- Leon Trotski
- Jakob Wassermann
- F.C. Weiskopf
- Arnold Zweig
- Hermynia zur Mühlen